# میان‌رود (گواور)
میان‌رود یک روستا در ایران است که در دهستان گوآور شهرستان گیلانغرب واقع شده‌است. میان‌رود ۴۱ نفر جمعیت دارد.